# Atalla
Atalla es un sitio arqueológico del periodo Formativo ubicado en el distrito de Yauli, en la provincia y región de Huancavelica, Perú. Atalla fue descubierto en la década de 1950 por Julio Espejo Núñez. Se han encontrado restos de cinabrio y obsidiana en el yacimiento.

## Ubicación
Atalla se ubica a 13 km de la ciudad de Huancavelica en el distrito de Yauli, en la provincia y región de Huancavelica. Se encuentra en la sierra centro sur del Perú a una altitud de 3535 m s.n.m. El sitio está situado en una pequeña llanura sobre una terraza natural sobre la margen izquierda del río Ichu, entre los asentamientos modernos de Yauli y el centro del pueblo de la comunidad agraria de Atalla, que se encuentra aproximadamente a 1,5 km al noroeste.
A 15 kilómetros al oeste, en la mina de Santa Bárbara, se ubica la fuente de cinabrio más próxima.

## Descubrimiento
Atalla se hizo conocido por la comunidad arqueológica gracias a los esfuerzos de Julio Espejo Núñez, un arqueólogo formado por Julio C. Tello, director del Museo Nacional de Antropología y Arqueología. En 1950, Espejo completó un mapa arqueológico de la cuenca del Mantaro que incluía 112 sitios y le desconcertó la ausencia de alguno que pudiera identificarse como "Chavín". Espejo continuó el reconocimiento arqueológico en la cuenca hasta 1957, añadiendo otros 250 sitios a su lista. Como parte de esta investigación, inspeccionó la cuenca del Ichu, un afluente del Mantaro en el departamento de Huancavelica. El 15 de agosto de 1955, Espejo descubrió un sitio al que se refirió como Orconcancha en la Hacienda Atalla. En la superficie del sitio había cerámica y puntas de proyectil de obsidiana "de evidente afiliación a Chavín". Espejo vinculó estos restos con otros artefactos de la zona en estilo Chavín que habían sido incorporados a la colección privada de Julio Ruiz Pimentel, figura pionera en la arqueología de Huancavelica.

## Estudios
En 1958 Espejo publicó un breve informe sobre el sitio en La Voz de Huancayo, y más tarde ese mismo año Ramiro Matos llevó a cabo el único estudio científico de Atalla hasta la fecha. Matos no realizó excavaciones, pero se dedicó a la recolección sistemática de superficie, así como a la limpieza limitada de las paredes. Los resultados de su trabajo en Atalla se incorporaron a su tesis de licenciatura en la Universidad Nacional Mayor de San Marcos (UNMSM) y publicaciones posteriores en 1959, 1971, 1972 y 1978.
Burger y Matos visitaron el sitio en la década de 1990 y observaron en la superficie una arquitectura monumental de piedra y cerámica de estilo Chavín que se asemejaba al estilo Janabarriu de Chavín de Huántar.
Entre 2014 y 2017, la arqueóloga y antroóloga estadounidense Michelle E. Young dirigió el Proyecto de Investigación Arqueológica Atalla, realizando estudios, excavaciones y trabajos de laboratorio con el apoyo de arqueólogos y estudiantes de Perú y Estados Unidos, colaboradores de la comunidad local y otros académicos internacionales.

## Cronología
Ramiro Matos estableció en 1959 tres fases en Atalla: la fase Temprana o Formativa (caracterizada por  cerámica  de estilo Chavín);  la  fase  del  Período  Intermedio  Temprano  (caracterizado  una ocupación a partir del por cerámica anaranjada parecida al estilo Caja); «y, finalmente, una reocupación del sitio durante el Período Intermedio Tardío (caracterizado por cerámica pintada negro y/o rojo sobre una base clara, parecida al estilo Coras)».

### Fase Temprana o Formativa
Mediante excavaciones estratigráficas y datación por radiocarbono, Young determinó que Atalla fue ocupada por primera vez alrededor del año 1000 a. C. por una población relativamente pequeña y quizás dispersa. El asentamiento creció exponencialmente en tamaño y experimentó importantes eventos de ocupación y construcción durante el período entre el 900 y el 800 a. C. También estima que el sitio se abandonó alrededor del 500 a. C.